# TIA/EIA-568
TIA/EIA-568-B는 미국 전자 산업 협회(EIA)가 정한 이더넷 케이블 끝부분에 선을 연결하기 위한 세 가지 규격이다. 줄여서 T568B라고도 한다. 세 가지 표준은 ANSI/TIA/EIA-568-B.1-2001, -B.2-2001, -B.3-2001라고 이름이 붙었다.
TIA/EIA-568-B 표준들은 2001년에 처음 출시되었다. 이 표준들은 지금은 쓰이지 않는 TIA/EIA-568-A의 표준들을 잠식하였다.

## 선 연결
랜 케이블 끝에 핀, 위치에 있어서 선을 연결할 때의 순서는 아래와 같다.
| 핀 번호 | T568A 페어 | T568B 페어 | 선 종류 | T568A 색                 | T568B 색                 | 핀/플러그 모양 (소켓은 반전되어 있음) |
| ------- | ---------- | ---------- | ------- | ------------------------ | ------------------------ | ------------------------------------- |
| 1       | 3          | 2          | tip     | 흰색/녹색 스트라이프     | 흰색/오렌지색 스트라이프 |                                       |
| 2       | 3          | 2          | ring    | 녹색                     | 오렌지색                 |                                       |
| 3       | 2          | 3          | tip     | 흰색/오렌지색 스트라이프 | 흰색/녹색 스트라이프     |                                       |
| 4       | 1          | 1          | ring    | 파란색                   | 파란색                   |                                       |
| 5       | 1          | 1          | tip     | 흰색/파란색 스트라이프   | 흰색/파란색 스트라이프   |                                       |
| 6       | 2          | 3          | ring    | 오렌지색                 | 녹색                     |                                       |
| 7       | 4          | 4          | tip     | 흰색/갈색 스트라이프     | 흰색/갈색 스트라이프     |                                       |
| 8       | 4          | 4          | ring    | 갈색                     | 갈색                     |                                       |

## 같이 보기
- Power over Ethernet (PoE)